# Mo Ti
Mo Ti (kínai: 墨翟) vagy Mo-ce, Mo-ci, más helyeken Modi, Mozi (墨子; szó szerint: Mo mester; latinos változat: Miciusz; kb. Kr. e. 470 – kb. Kr. e. 391) a korai Kína "száz filozófusa" közé tartozó meghatározó személyiség. A motizmus alapítója és névadója. Ez az iskola a Han-dinasztia koráig létezett, és úgy látszik, azután teljes egészében meghátrált a diadalmas konfucianizmus előtt. 
Klasszikus szövegeken alapuló oktatásban részesült; és talán egy ideig Konfuciusz híve volt; ám határozottan szembeszegült a konfucianizmussal, mert elítélte az Éggel (Tien) és a szellemi lényekkel kapcsolatos agnosztikus hozzáállását, és helytelenítette, hogy nagy szerepet szán a szertartásoknak. 

## Filozófiája
Tanítása szerint az embernek minden létező iránt szeretetet (aj) kell tanúsítnia, nemcsak családtagjait és a várhatóan hasonló érzületttel felé fordulókat kell szeretnie. A Mo-ce tanításában központi jelentőségű szeretet horizontján minden létező egyenlő mértékben méltó a szeretetre. Mo-ce szerint kerülendők a szélsőséges cselekedetek, mindenekelőtt a háborúskodás. Mindez összhangban van a Tien akaratával, aki tettekre váltott szeretetet követel (Mo-cenél az Ég személyes valóság). 
Mo Ti azt tanította: az Ég (Tien) mindentudó, mindenható, mindenütt jelenlevő személyes lény, aki szeret és gyűlöl. Ő a világ erkölcsi rendjének forrása, a
szellemek és démonok, akik részt vesznek a világ kormányzásában, éppúgy alattvalói, mint az emberek. Szereti az embereket, és azt akarja, hogy azok is szeressék egymást. Ezt az emberszeretetet egyetemesen kell gyakorolni, tehát nem szabad csak a családhoz tartozókra vagy a honfitársakra korlátozni. Ebből a szemléletből következik, hogy a gyakorlati etika célja nem lehet más, mint hogy minden embert vagy legalábbis a lehető legtöbbet közülük boldoggá tegyen. Ez csak akkor lehetséges, ha háborúk és más efféle vállalkozások megszűnnek, és ha felhagynak minden felesleges luxussal, ideszámítva a művészeti alkotásokat, a muzsikát, a díszes szertartások bemutatását, mert ily módon a legszegényebbek sem nélkülözik majd a szükséges élelmet. 
Mo Ti az égről vallott elképzeléseivel kétségkívül közel áll a teizmushoz. Mégsem lehet a nyugati vallások értelmében vett teistának
nevezni. Hiszen nem tanítja, hogy az Ég a világot a semmiből teremtette, hogy minden földi fölé emelkedetten kívül áll a világon, hanem csupán egy
mindent átható isteni lényt lát benne, amely a kozmoszt irányítja. Ha hitéből nem is hiányzik a jóságos ég iránti érzelmi hevület, azt azonban elkerüli,
hogy a legfőbb istenre olyan egyéni vonásokat aggasson, amelyek a hinduk és a későbbi keresztények és mohamedánok szerint a konkrét vallási kapcsolat
előfeltételei. Az általa javasolt egyetemes emberszeretet sem tisztán humanitárius eszmény; más színezete van, mint a legtöbb nagy vallás
esetében, ugyanis hasznossági megfontolások teszik indokolttá. Mo Ti teista-szocialisztikus tanításait tanítványai, az ún. „motisták” fejlesztették tovább.

## Magyarul
- Konfuciusz hívei ellen; vál., ford., bev., jegyz. Tőkei Ferenc, függelék: Jang Csu tanításai a Lie-ce c. mű 7. fejezetéből; Szukits, Szeged, 1995 (A bölcselet mérföldkövei)
- Szemelvények a Mo-ce hadtudományi fejezeteiből; Balassi, Bp., 1999 (Kínai-magyar irodalmi gyűjtemény, 2/4.)